# Байкальський заповідник
Байкальський державний природний біосферний заповідник заснований постановою РМ РСФСР від 26 вересня 1969 року № 571 на підставі постанови Ради міністрів Бурятської АРСР від 31 грудня 1968 року № 461.
Створенню заповідника передувала дискусія науковців та громадських діячів. У серпні 1958 р. Іркутська конференція відзначила необхідність створення режиму заповідності на Байкалі. Потім група фахівців заповідної справи виступила в періодичній пресі з відкритим листом, в якому обгрунтовувалася необхідність створення низки заповідних територій на Байкалі і в його басейні. Учасники конференції запропонували оголосити 15-кілометрову зону узбережжя озера заповідною. У 1961 р. О. К. Гусєвим і А. О. Насімовичем у відповідь на дані пропозиції була висунута ідея організації національного парку на Байкалі. З 1965 р. про необхідність визнати частину Байкалу державною територією з особливим режимом вод, земель і лісів стали висловлюватися І. П. Герасимов і А. О. Трофимук. Однак акцент ставився на те, що створення заповідника було необхідним з суто практичної мети — забезпечити ультрачистою водою високотехнологічні хімічні виробництва, а «природні комплекси — ландшафти, розташовані в басейні Байкалу, як і сам Байкал, були тими складними і тонкими системами, існування і динаміка яких забезпечує безперервне поповнення об'єму і властивостей байкальської води».

## Географія
Територія заповідника охоплює центральну вододільну частину хребта Хамар-Дабан з найвищою точкою — горою Сохор (2316 м). Північний макросхил розташований уздовж південного узбережжя озера Байкал в межах Кабанського району. На південному схилі межа заповідника проходить по правому березі річки Темник на території Джидинського і Селенгинського районів.

## Мета створення

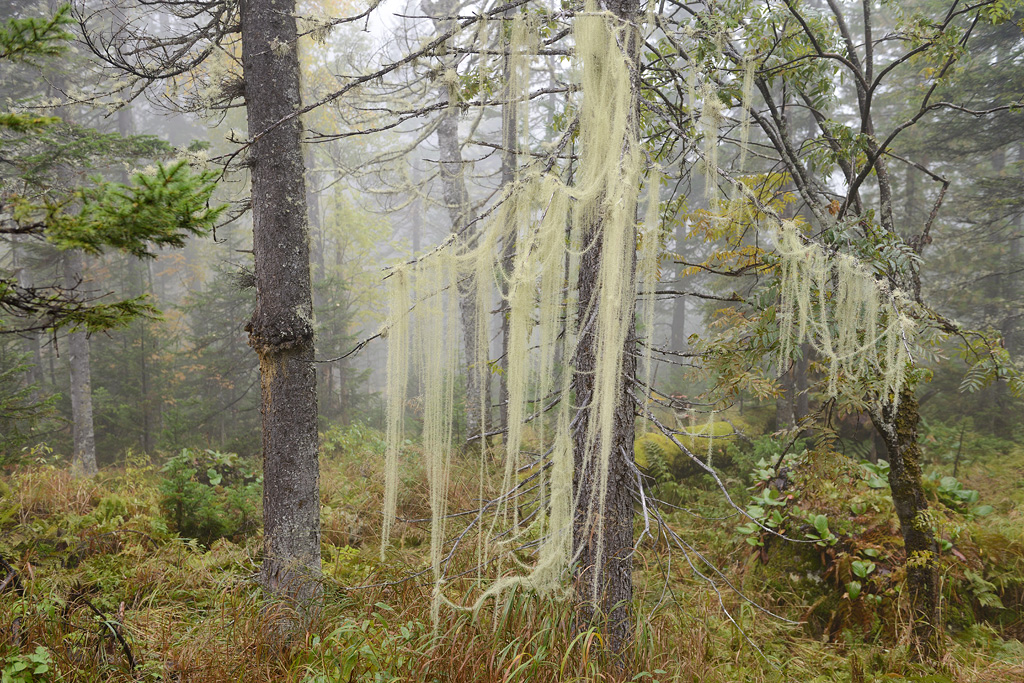
Уснея в Байкальському заповіднику

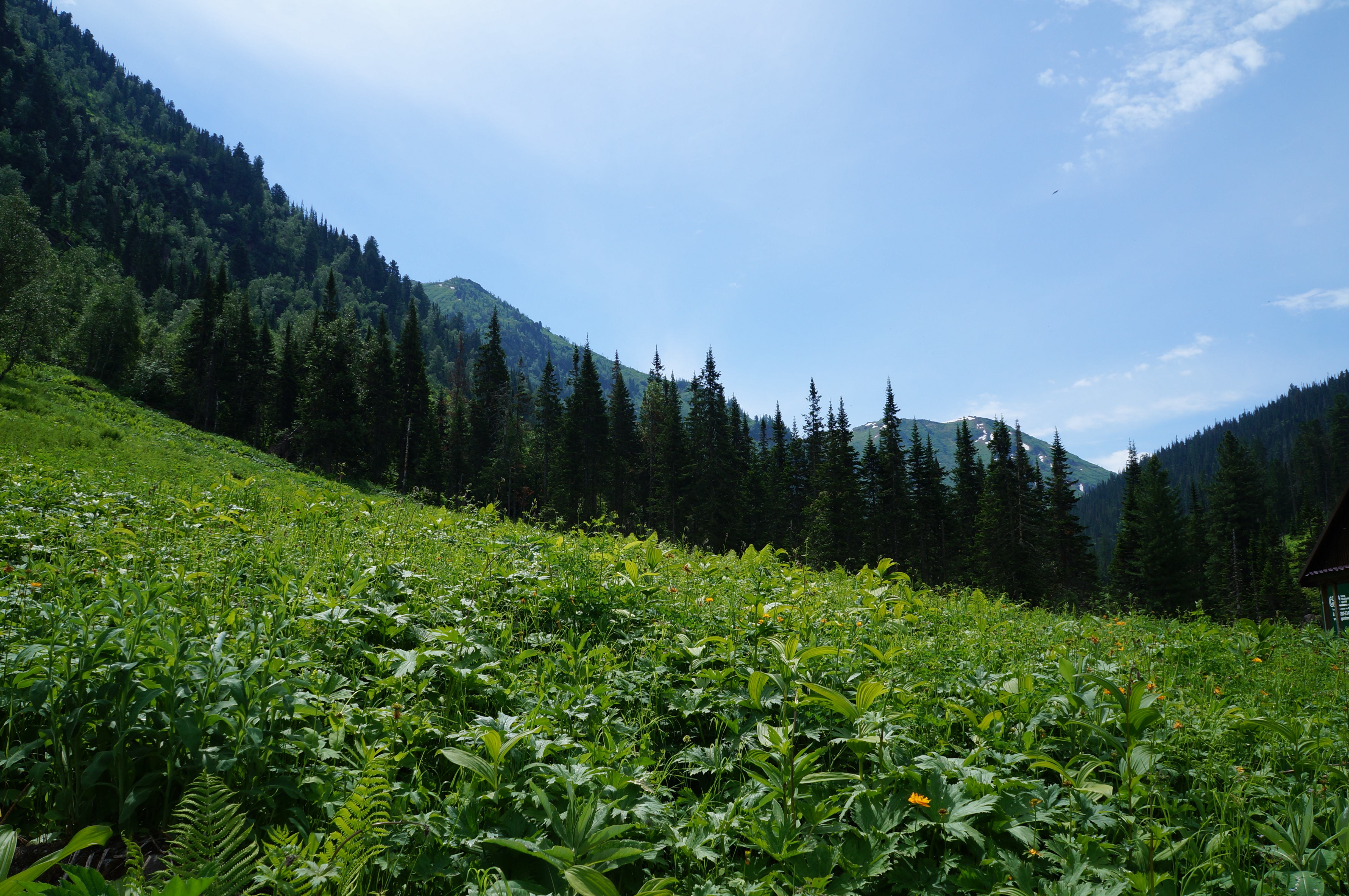
Хамар-Дабан, Альпійські луки

Заповідник спочатку проектувався як комплексний та екосистемний і став другим у «ланцюжку» територій Росії під особливою охороною, що охоплюють на даний час практично все узбережжя Байкалу. Створення заповідника послужило відповіддю екологів СРСР на початок будівництва сумнозвісного Байкальського ЦПК. Одним із найважливіших завдань заповідника є охорона первісних лісів сосни сибірської. На даний час заповідник є еталонною територією для оцінки впливу аеропромвикидів промисловості Південного Сибіру на лісові екосистеми.
Площа — 165 724 га з урахуванням змін, внесених розпорядженням РМ РСР від 20 червня 1973 року № 366-р.
Кількість кластерів — 1.

## Підлеглі території й охоронна зона
Заповідник оточує смуга охоронної зони шириною від 0,5 до 4 кілометрів загальною площею 34 788 га (утворена Постановою Ради Міністрів Бурятської АРСР № 435 від 3 грудня 1976 року).
У 1985 році під юрисдикцію заповідника була передана територія федерального заказника «Кабанський» (12 100 га) в дельті Селенги.
З 3 березня 2011 року під юрисдикцію заповідника була передана територія федерального заказника «Алтачейський» (78 373 га) в Селенгинському середньогір'ї.

## Конвенції
З 1994 року заказник «Кабанський» внесено до водно-болотних угідь міжнародного значення (дельта Селенги, Рамсарська конвенція). У 1986 році заповідник був включений до міжнародної мережі біосферних заповідників. З 1996 року територія заповідника і заказника входить до складу ділянки Всесвітньої природної спадщини ЮНЕСКО «Озеро Байкал».

## Екопросвіта й туризм
В межах заповідника функціонує Музей Природи, заснований в 1971 році. У ньому найбільш повно представлена орнітологічна колекція — 104 експонати. Експозиція музею постійно поповнюється. Так, у квітні 2019-го з'явився новий експонат — опудало дитинчати нерпи, яке загинуло в результаті злочинних дій людини.
На території заповідника створено етномістечко. Також розроблений ряд екскурсій та облаштовані спеціальні екологічні стежки.
Просування туристичних груп південним кордоном заповідника заборонено відповідно до закону про заповідники (у старих виданнях 1950-тих і початку 1960-тих рр., що вийшли до створення заповідника, міститься безліч згадок про категорійні туристичні маршрути на цій території).

## Флора та фауна
У заповіднику росте більше 1050 видів рослин (за даними на 2014 р.), лісами зайнято близько 70 % території. Багато з рослин — рідкісні, ендемічні та реліктові види. До Червоної книги Бурятії, станом на 2013 р., занесено 45 видів і 10 — до Червоної книги РФ. Ссавців нараховується 49 видів, 251 вид складають птиці, земноводних і плазунів — 6, риб — 12.
 Види тварин під особливою охороною: 
видра річкова, свиня дика, сарна азійська, лось, бурий ведмідь, соболь, глушець, чорний шуліка, кукша тайгова, куріпка полярна, чубатий осоїд, райка японська, гостроморда жаба, ленок, таймень звичайний, харіус, ящірка живородна.
 Рослини, що охороняються: 
рябчик дагана, аспленій алтайський, каліпсо цибулинна, зозулині черевички великоквіткові, каптурниця лісова, анемона байкальська (Арсеньєва), родіола рожева (Золотий корінь), сверція байкальська, маралів корінь, стеммаканта сафлоровидна, тридактилина Кирилова.

## Галерея

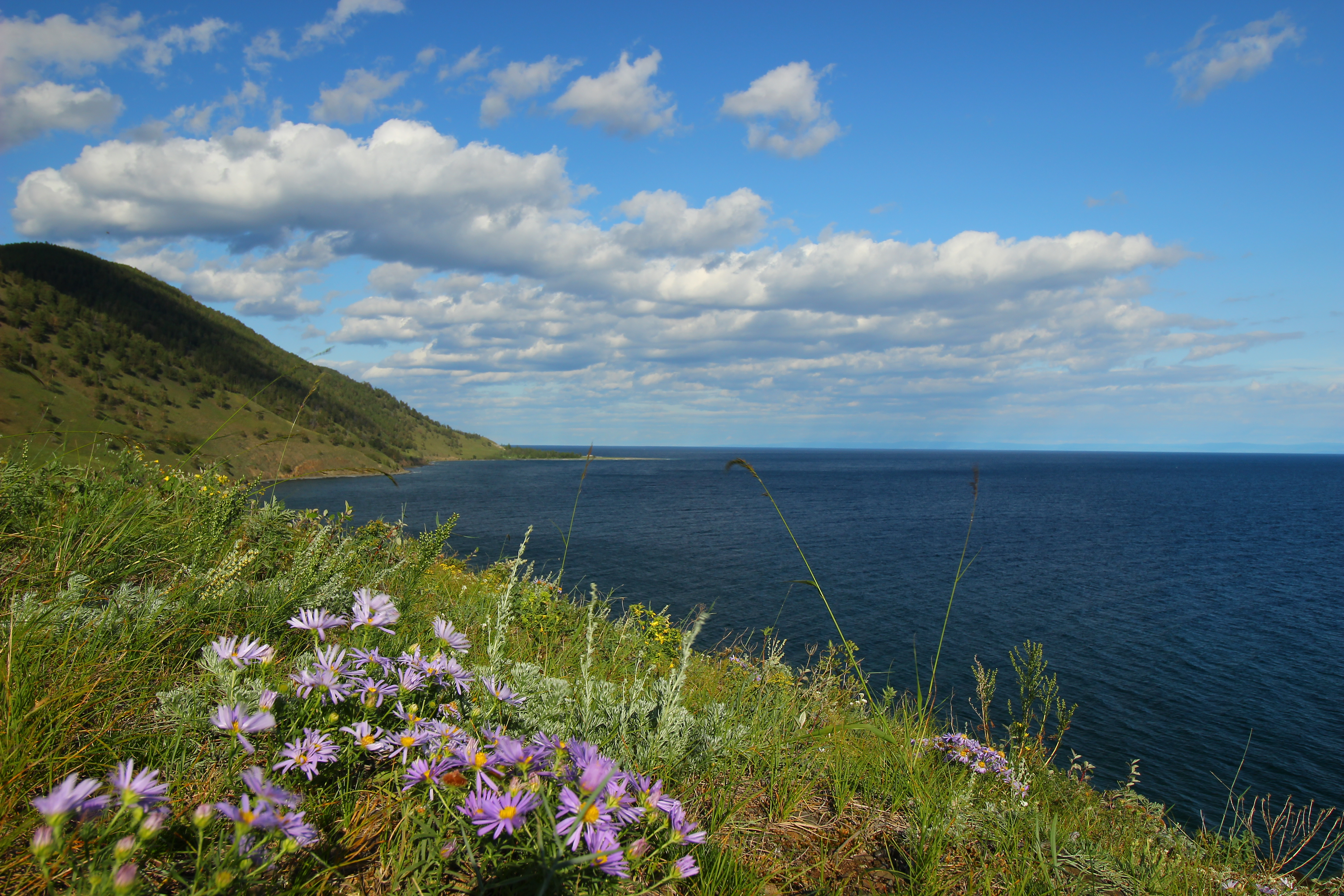
Квітуче узбережжя Байкалу
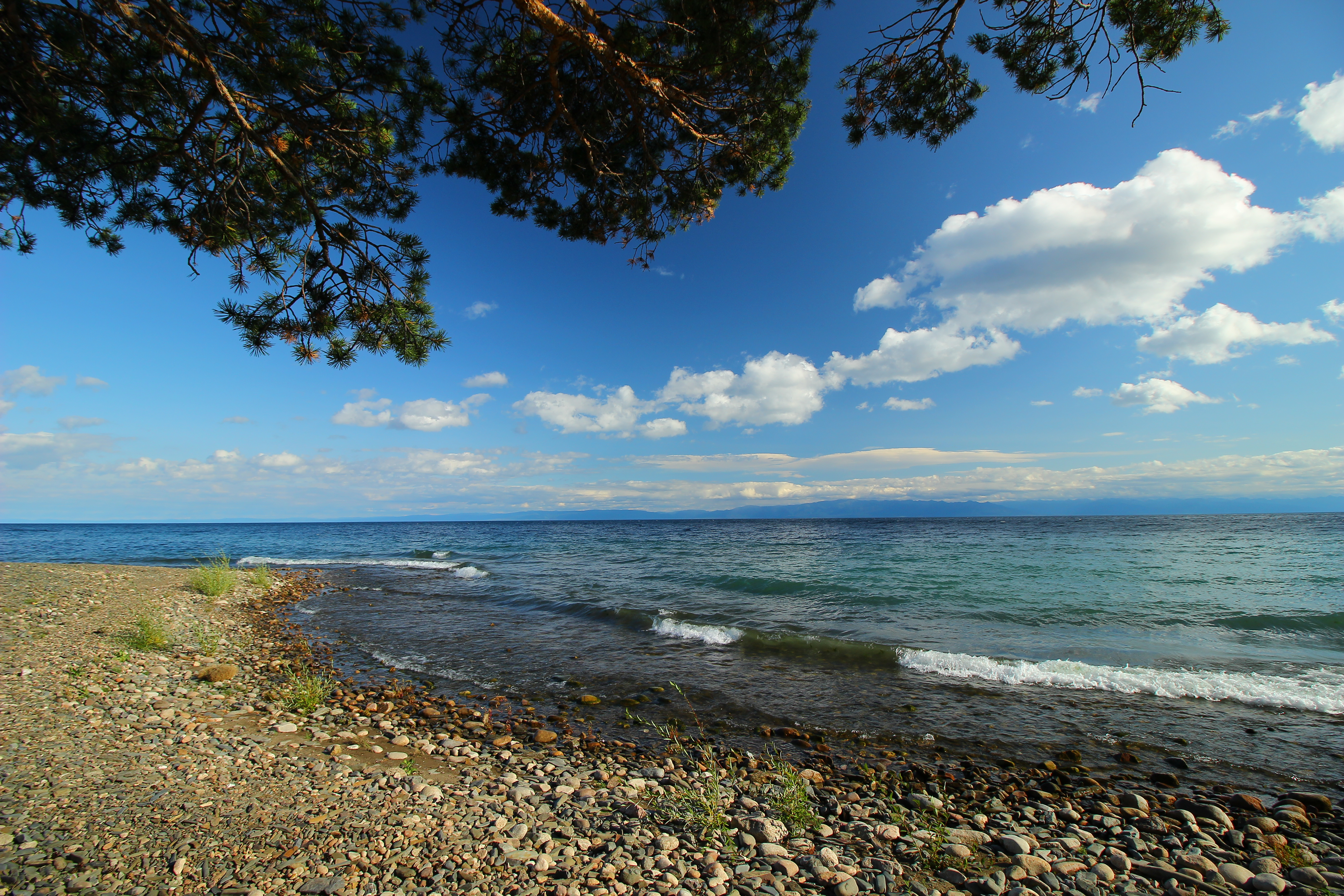
Байкал
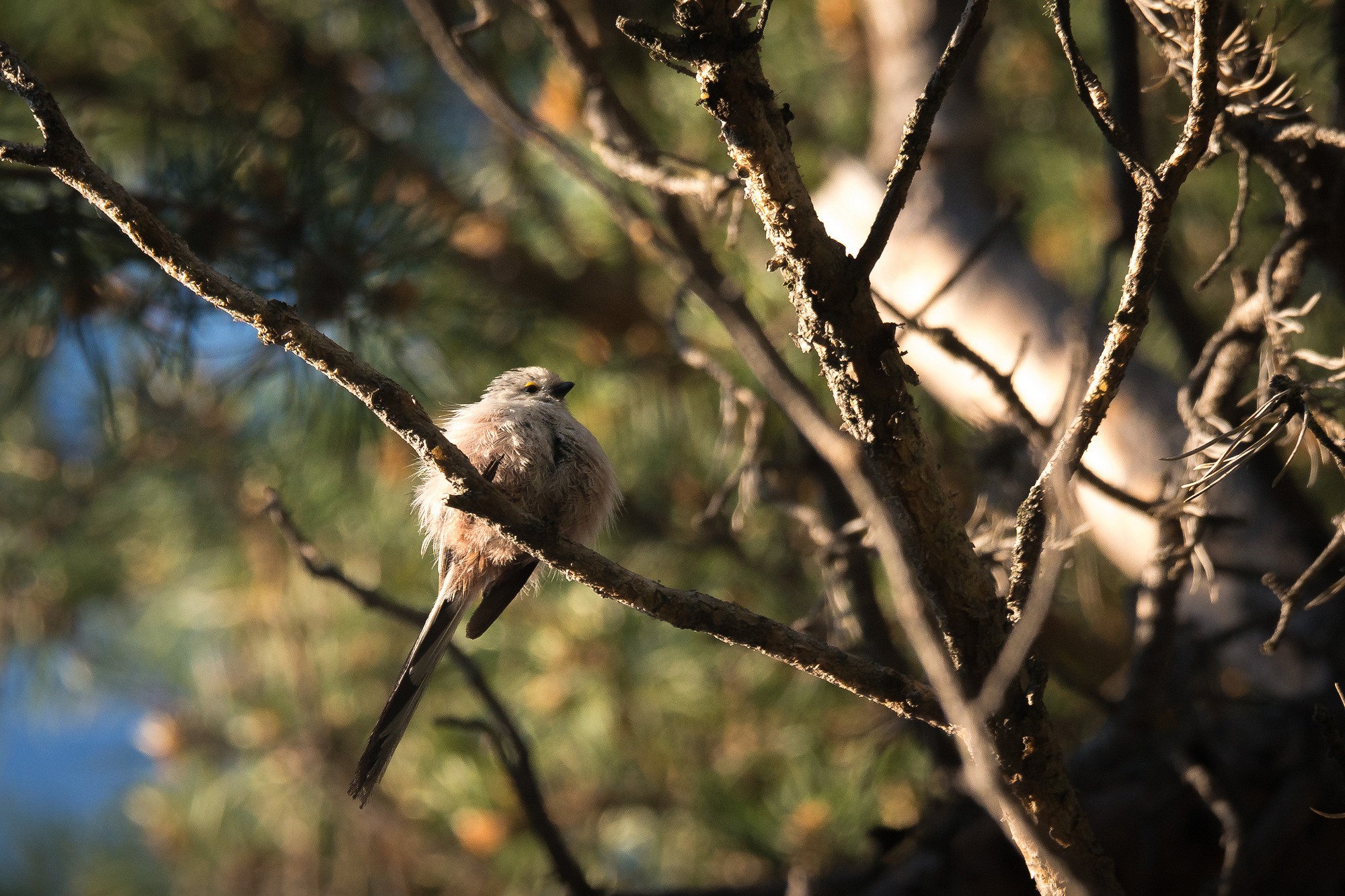
Пташеня
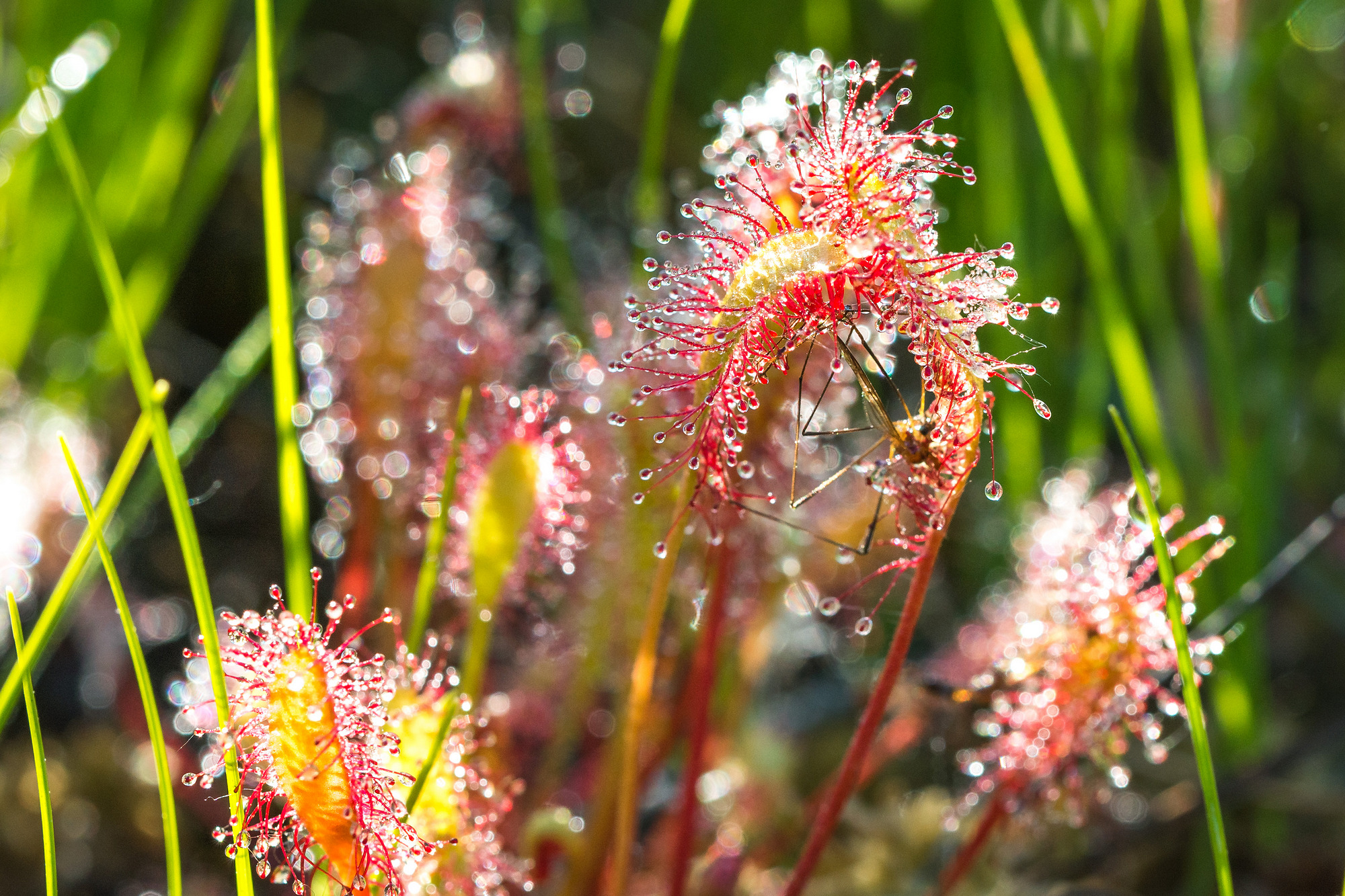
Росичка